# Mini
Mini är en personbil som tillverkades av British Motor Corporation och dess efterträdare mellan 1959 och 2000. Mini var från början en bilmodell som tillverkades under flera olika namn som Austin Seven, Morris Mini-Minor och Riley Elf. År 1969 blev Mini ett eget bilmärke. Mini fick i Sverige smeknamnet "hundkoja", och är än i dag känd under det namnet bland många (främst äldre) svenskar.

## Bakgrund
Mannen bakom Mini var konstruktören Alec Issigonis. Hans mål var att bilens volym skulle till minst 80% nyttjas av de åkande och deras bagage.
BMC Mini är framhjulsdriven och har mycket små fälgar; diametern är endast 10 tum. Den var revolutionerande på sin tid med smarta lösningar, bland annat en tvärställd motor som sparade stort utrymme. Mini hade individuell hjulupphängning på alla hjul, och detta i kombination med låg tyngdpunkt resulterade i goda vägegenskaper. I tävlingar vann ofta Mini över betydligt större och motorstarkare bilar.
Bilen försågs i prototypstadiet med 950 cm³ motor, men ansågs för snabb, så motorn minskades till 848 cm³, samtidigt som karossen breddades 5 cm. 

## Mini

### Mk I
Bilen premiärvisades 26 augusti 1959. Den mottogs med blandade känslor, främst gav de små hjulen upphov till stor skepsis. I Storbritannien gick försäljningen trögt de första åren, men Mini blev populär bland artister och skådespelare, och de stora framgångarna i biltävlingar ökade försäljningen dramatiskt. Mini såldes under namnen Austin Seven, som tillverkades i Longbridge och Morris Mini Minor, som tillverkades i Cowley. Bilarna var identiska, bortsett från grill och emblem, och såldes till samma pris. I början av 1960 tillkom en skåpbil och en kombi. Kombimodellen, kallad Austin Countryman respektive Morris Traveller, hade trädekor på karossen. I början av 1961 kom även en skåpvariant med karossen helt i plåt, samt en pickup.
I slutet av 1964 ersattes den ursprungliga gummifjädringen av Hydrolastic-fjädringen från den större 1100-modellen. Detta gällde dock endast sedan-modellen, övriga Mini-varianter behöll gummifjädringen. Från 1965 erbjöds även en fyrastegs automatisk växellåda. Samma år byggdes den miljonte Minin.

### Cooper
Issigonis gode vän John Cooper, som låg bakom formel 1-stallet Cooper Car Company, provkörde Mini, och blev förtjust över väghållningen, men ville ha mera effekt för att tävla. John Cooper övertalade BMC att få prova en starkare motor, tillsammans med skivbromsar, och sälja denna version till allmänheten. BMC var mycket skeptiska, men hoppades på att få sälja "något" 1000-tal. I verkligheten såldes närmare 150 000 Cooper!
Den första Mini Cooper från 1961 var försedd med en långslagig 997 cm³ motor, som senare ersattes med mer lämplig kortslagig 998 cm³, båda på 55 hk. Senare kom 1275 cm³ Cooper S, med effekt på 76 hk. Cooper S såldes också med motorer på 970 cm³ och 1071 cm³, men dessa var ovanliga. Bilarna såldes i både Austin- och Morris-version.
När BMC:s avtal med John Cooper gick ut 1971 försvann Mini Cooper. Modellnamnet Cooper återkom igen i början av 1990-talet och används än idag för sportigare varianter av Mini.

### Riley Elf / Wolseley Hornet
I oktober 1961 kom de mer påkostade Riley Elf och Wolseley Hornet. De byggdes i Austin-fabriken i Longbridge och skilde sig från övriga modeller genom förlängd kaross med stort bagageutrymme och märkestypiska kylargrillar. Den enklare Wolseleyn hade vinylklädsel och samma instrumentpanel som övriga Mini, medan den lyxigare Rileyn hade tygklädsel och valnötsfanér runt instrumenteringen.
I mars 1963 fick Elf och Hornet en större enliters-motor. I slutet av 1964 infördes Hydrolastic-fjädringen. I oktober 1966 tillkom vevbara fönster i dörrarna och dolda gångjärn.
Efter bildandet av British Leyland Motor Corporation startade rationaliseringen av BMC:s modeller och hösten 1969 försvann Elf- och Hornet-modellerna.

### Mini-Moke
Från 1964 tillverkades den jeepliknande Mini-Moke med en mycket enkel kaross, i både Austin- och Morris-version. I slutet av 1968 flyttades tillverkningen från Storbritannien till Australien och därifrån i slutet av 1981 till Portugal.

### Mk II
Hösten 1967 kom Mk II-versionen, med större bakruta, bakljus och kylargrill. Enlitersmotorn från Elf och Hornet erbjöds nu även i övriga Mini-versioner. Sommaren 1968 infördes helsynkroniserad växellåda.
1969 byggdes den två miljonte Minin. Samma år upphörde tillverkningen av Mini i Cowley och kombi-modellen lades ned.

### Mk III
Hösten 1969 ledde British Leylands rationaliseringar till att de olika märkesnamnen försvann och ersattes med enbart namnet Mini som blev ett eget bilmärke. Samtidigt infördes Mk III-versionen, som fick dörrarna från Elf och Hornet, med vevbara fönster och dolda gångjärn. Hydrolastic-fjädringen reserverades för Clubman-modellen och de vanliga Mini-bilarna fick tillbaka den ursprungliga gummifjädringen.
Den 25 oktober 1972 byggdes den tre miljonte Minin.
1974 började italienska dotterbolaget Innocenti bygga en egen Mini-variant med kaross från Bertone.

### Clubman

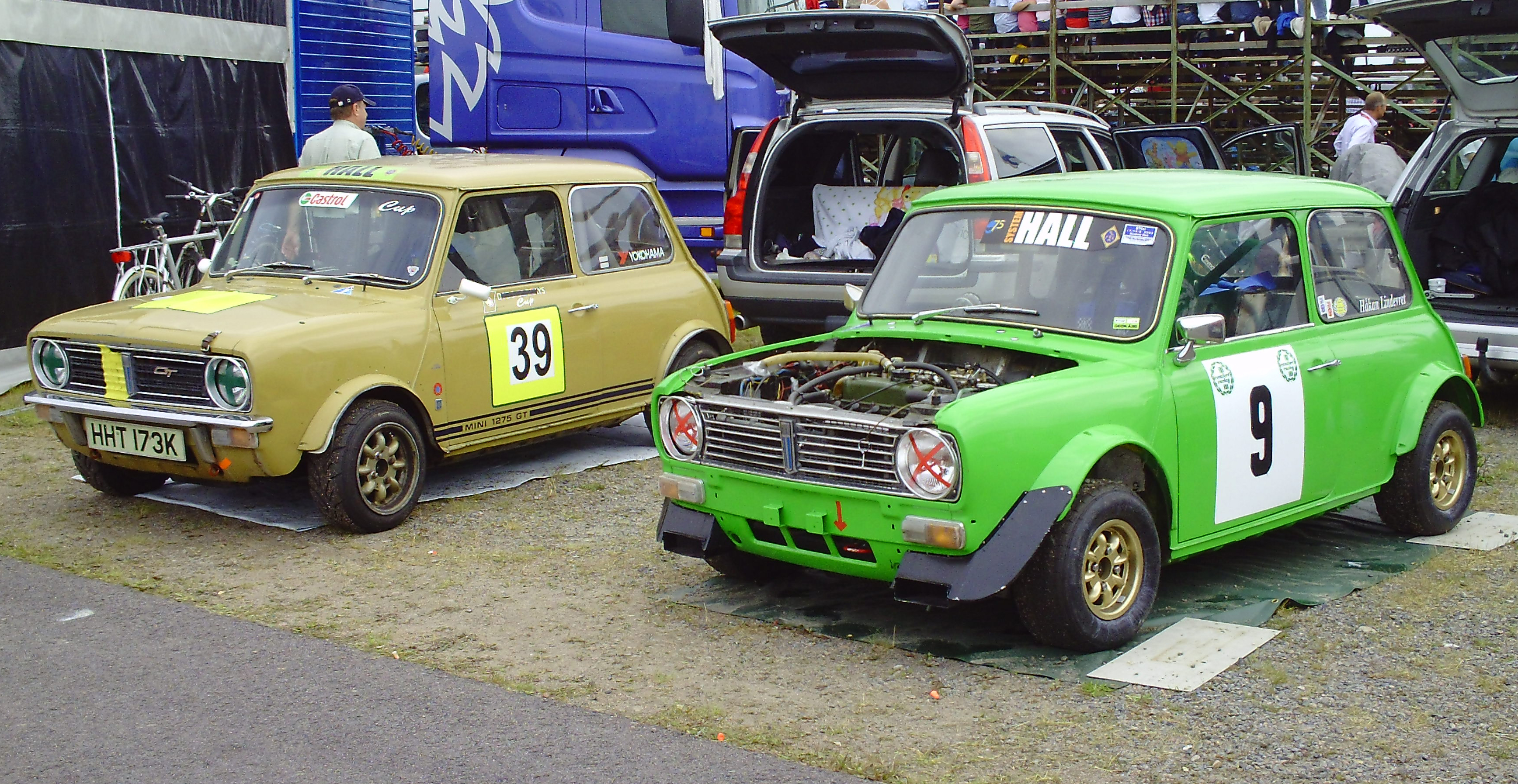
Två stycken BMC Mini Clubman 1275 GT avsedda för racing.

Under 1960-talet hade Alec Issigonis arbetat med olika ersättare till Minin, bland annat en liten halvkombi. Därav blev intet och istället kom Mini Clubman hösten 1969, en uppdaterad Mini med längre front och ny instrumentbräda. Clubman-modellen såldes som sedan, kombi och van. Dessutom fanns den starkare 1275GT, avsedd att ersätta Mini-Cooper. Denna hade 1275 cc motor, dock med lägre effekt (59 hk) än tidigare Cooper S, samt skivbromsar fram.
Hösten 1980 ersattes Clubman av Mini Metro, som delade mycket av tekniken med den äldre modellen.

### Mk IV
1976 kom Mk IV-versionen med en rad små nyheter, som värmebakruta, varningsblinkers och radialdäck. Samma år byggdes den fyra miljonte Minin.

### Mk V
1984 kom Mk V-versionen med skivbromsar fram och tolvtumshjul. 1986 tillverkades fem miljonte Minin.

### Mk VI
1991 kom Mk VI-versionen med bränsleinsprutning och katalytisk avgasrening. Cooper återkom som reguljär modell på programmet. Mellan 1991 och 1993 såldes Mini även som cabriolet.

### Mk VII
1996 introducerades den sista Mini-versionen, Mk VII, med bland annat krockkudde i ratten, högre slutväxel och bättre stolar.
Den sista bilen rullade av bandet den 4 oktober 2000, efter 5 387 862 tillverkade Mini.

## Motor[4]
Minin var försedd med BMC:s A-motor. Motorn var tvärställd, placerad ovanpå växellådan. Motor och växellåda hade gemensamt smörjsystem.
| Modell   | Årsmodell | Motor              | Cylindervolym | Effekt | Bränslesystem       |
| -------- | --------- | ------------------ | ------------- | ------ | ------------------- |
| Mini     | 1959-80   | 4-cyl radmotor ohv | 848 cm³       | 34 hk  | Enkel förgasare     |
| Cooper   | 1961-69   | 4-cyl radmotor ohv | 997 cm³       | 55 hk  | Dubbla SU-förgasare |
| Cooper S | 1963-64   | 4-cyl radmotor ohv | 1071 cm³      | 70 hk  | Dubbla SU-förgasare |
| Cooper S | 1965-66   | 4-cyl radmotor ohv | 970 cm³       | 65 hk  | Dubbla SU-förgasare |
| Cooper S | 1965-71   | 4-cyl radmotor ohv | 1275 cm³      | 76 hk  | Dubbla SU-förgasare |
| 1000     | 1967-80   | 4-cyl radmotor ohv | 998 cm³       | 38 hk  | Enkel förgasare     |
| 1275 GT  | 1970-80   | 4-cyl radmotor ohv | 1275 cm³      | 59 hk  | Enkel förgasare     |
| 1100     | 1975-82   | 4-cyl radmotor ohv | 1071 cm³      | 45 hk  | Enkel förgasare     |
| 1000     | 1981-91   | 4-cyl radmotor ohv | 998 cm³       | 42 hk  | Enkel förgasare     |
| Mini     | 1992-2000 | 4-cyl radmotor ohv | 1275 cm³      | 53 hk  | Bränsleinsprutning  |
| Cooper   | 1993-2000 | 4-cyl radmotor ohv | 1275 cm³      | 63 hk  | Bränsleinsprutning  |

## Mini på tävlingsbanan
Mini Cooper vann Monte Carlo-rallyt 1964, 1965, och 1967. Detta var inte populärt i Frankrike, så reglerna ändrades varje år, för att mindre gynna bilar av typ Mini. 1966 vann Mini igen, men blev tillsammans med Lotus Cortina diskvalificerade, på otydliga grunder, och en Citroën DS utsågs som vinnare. 1967 vann Mini igen, denna gång fanns inget som hindrade segern.
Cooper-bilarna var även framgångsrika inom standardvagnsracing och vann bland annat europamästerskapet 1968.

## Mini i Sverige och världen
I Sverige kallades ursprungsmodellen "hundkojan" och den importerades under åren 1959-1980 samt 1997-2000. Många svenskar hade stora framgångar i rally och racing med just hundkojor, bland namnen kan nämnas Picko Troberg och L-I Ytterbring.
I Sverige finns i dagsläget (februari 2004) två större ideella föreningar för ägare och intresserade av den klassiska Minin, Mini Club Sweden (ca 500 medlemmar) samt Mini Seven Club Sweden (ca 700 medlemmar). Under hösten 2003 startades det även en förening för ägare och intressenter av den nya Minin. Medlemmarna i dessa föreningar träffas regelbundet och föreningar driver webbplatser samt ger ut tidningar som skickas ut till medlemmarna.
I Sverige finns internetbaserade Hundkoja.com, ett forum som startades 2004 av Johan "Ubba" Åberg i ett försök att samla människor som har intresse för hundkojor. Nuförtiden drivs forumet och hemsidan i huvudsak av fyra andra eldsjälar, dock finns fortfarande Ubba med i bakgrunden.
Intresset för Minis är stort ute i världen och varje år arrangeras ett internationellt Mini-möte, IMM, någonstans i Europa, vilka lockar tusentals människor och bilar. Var femte år förläggs mötet i Storbritannien för att fira jubileumsår och då kommer det naturligtvis extra mycket folk och bilar. Som exempel kan 1989 års möte på Silverstonebanan i England nämnas, med 5041 Minis ute på banan, och 130000 besökare. De senaste IMM-träffarna som arrangerades var: IMM2007 i Danmark 2007, IMM2006 i Polen 2006, IMM2005 i Spanien 2005 och IMM2004 i England 2004. Två stora internationella biltidningar specialiserade på just Minis finns att köpa även i Sverige, Mini World samt Mini Magazine.

## Bilder

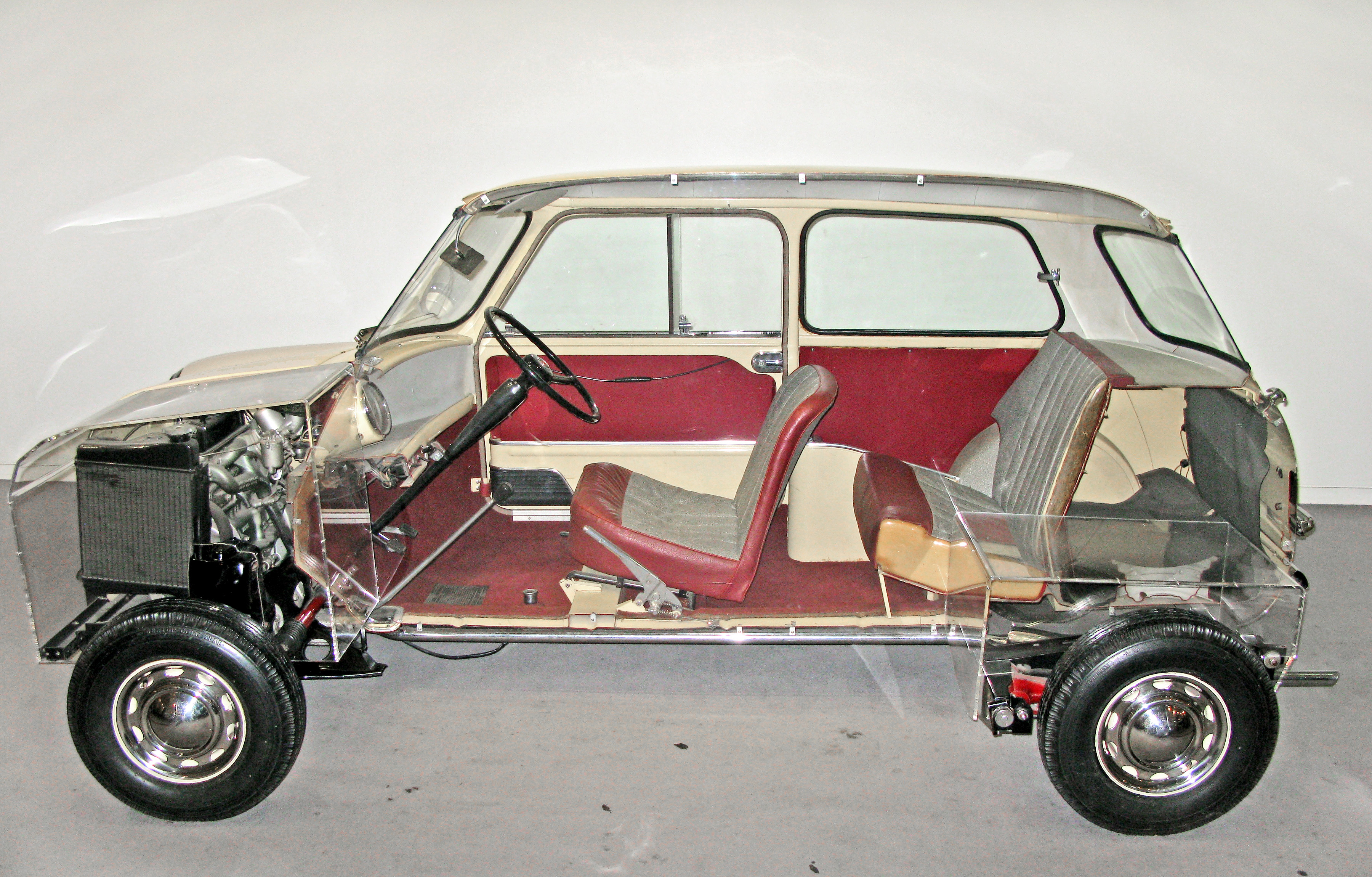
Uppskuren Mini
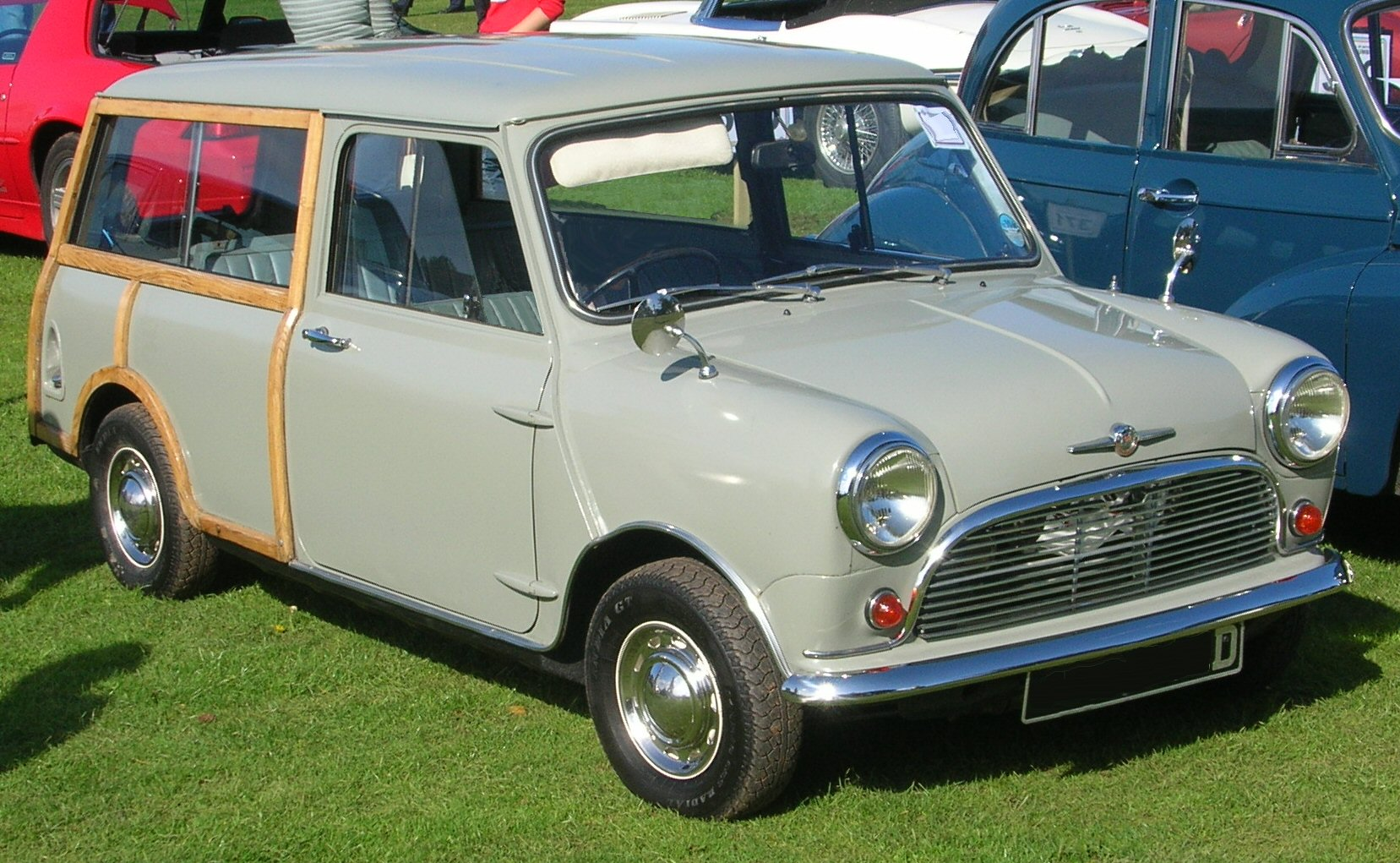
Mini kombi
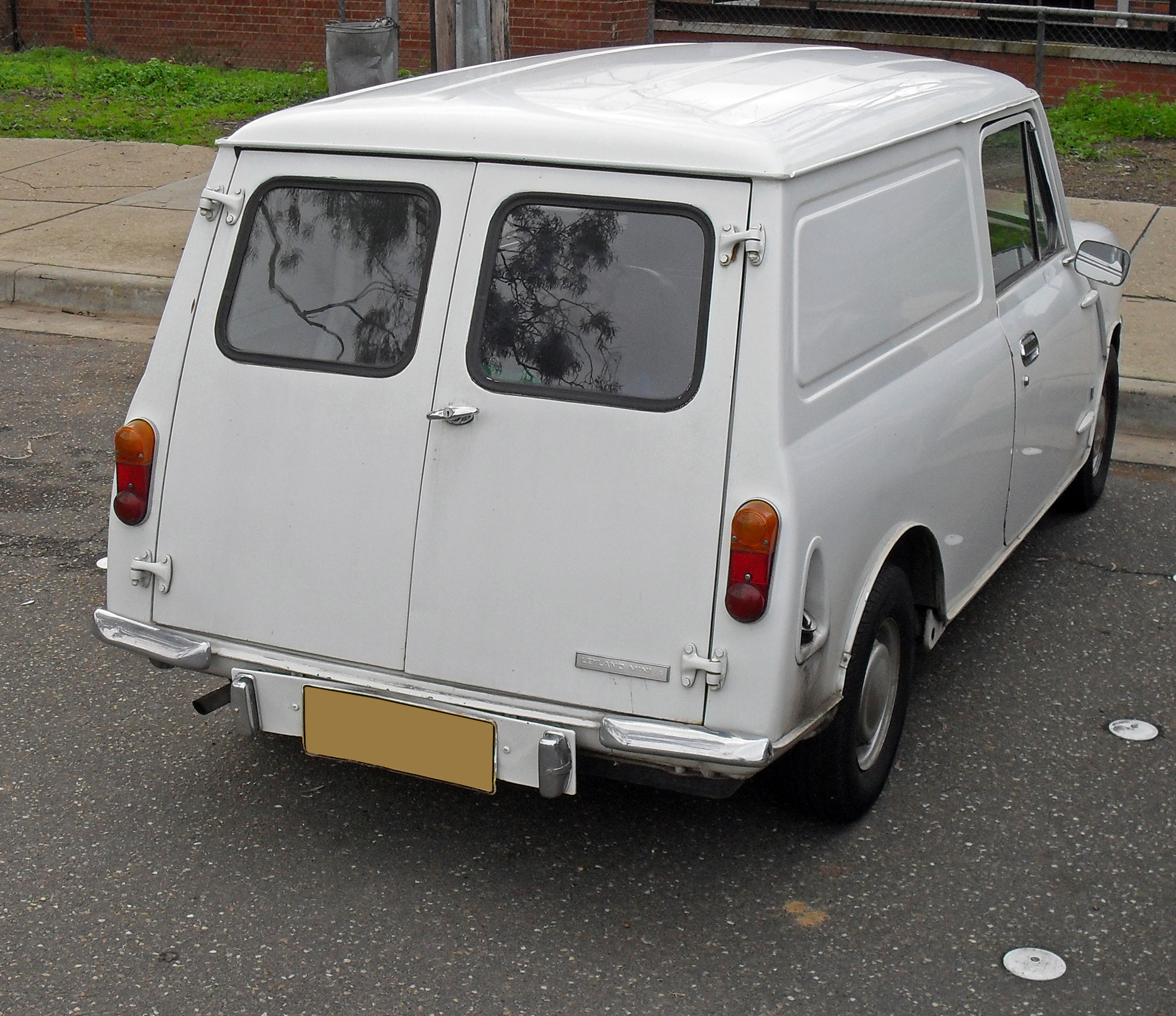
Mini Van
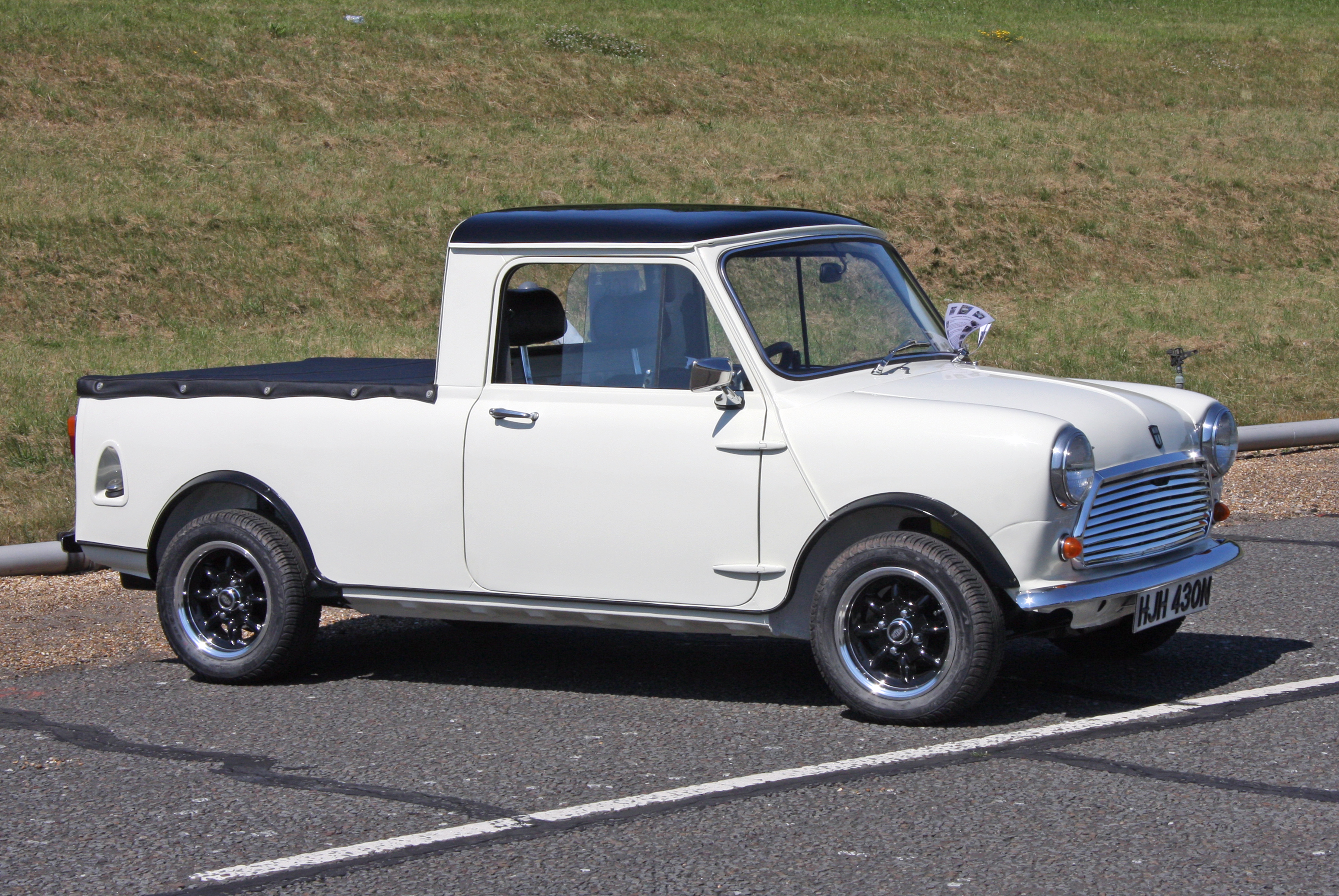
Mini Pick up
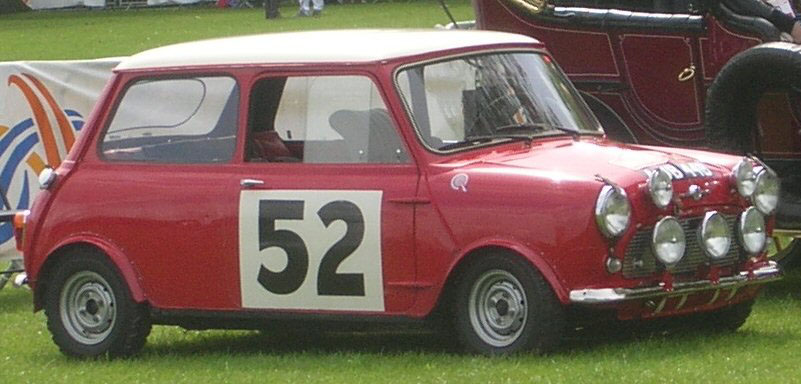
Mini Cooper S
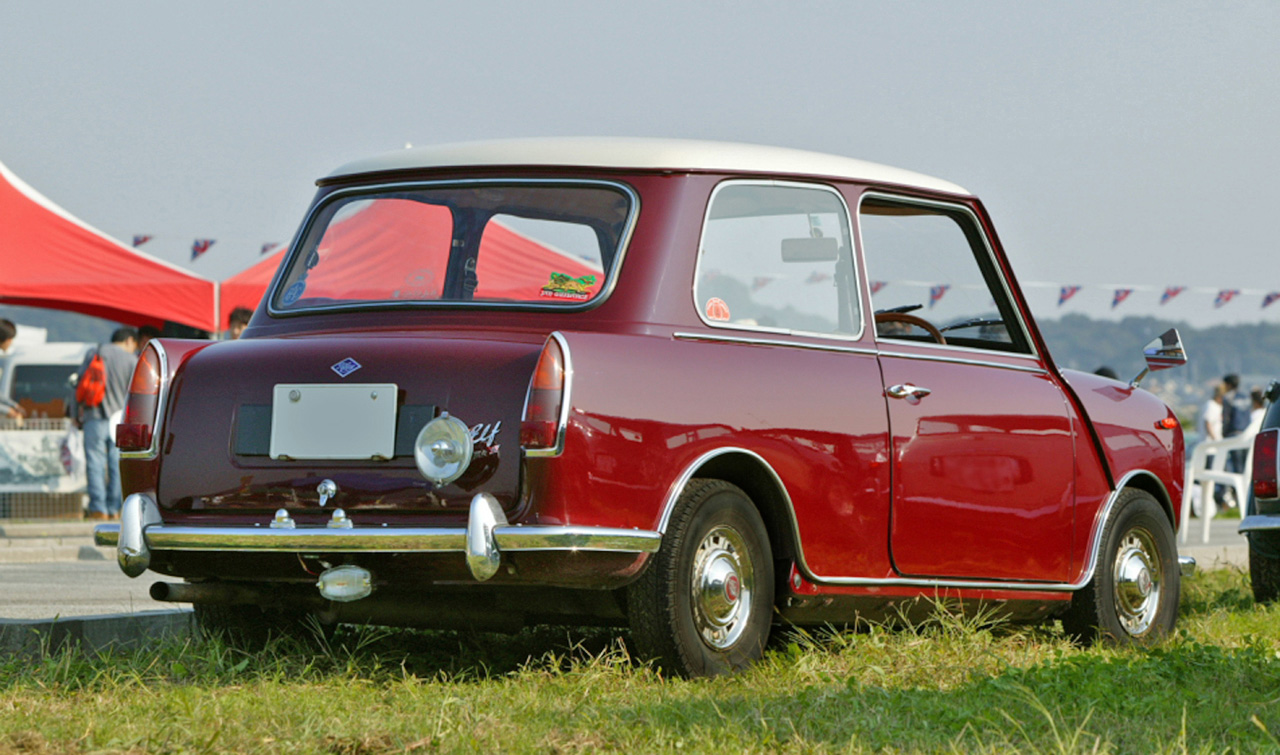
Riley Elf
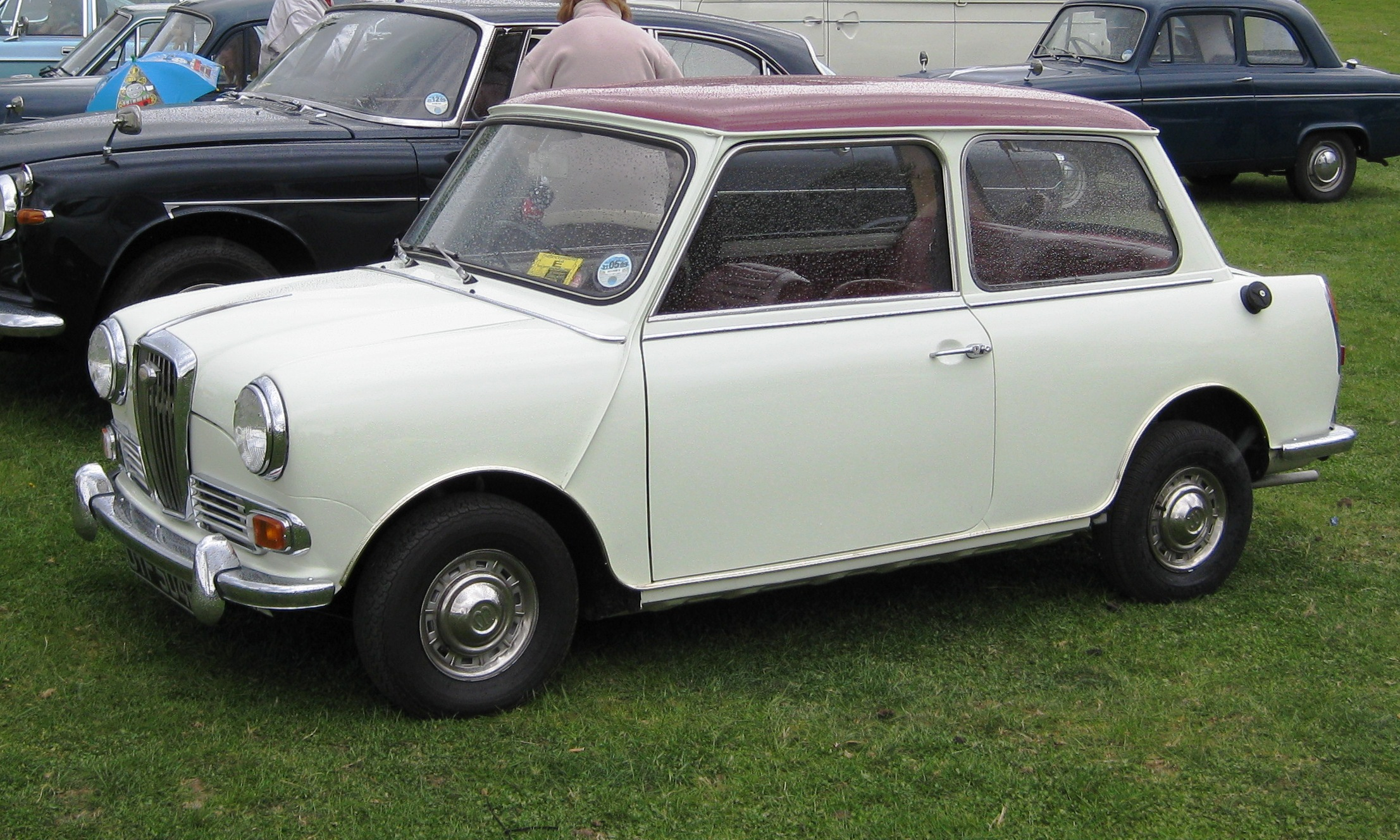
Wolseley Hornet
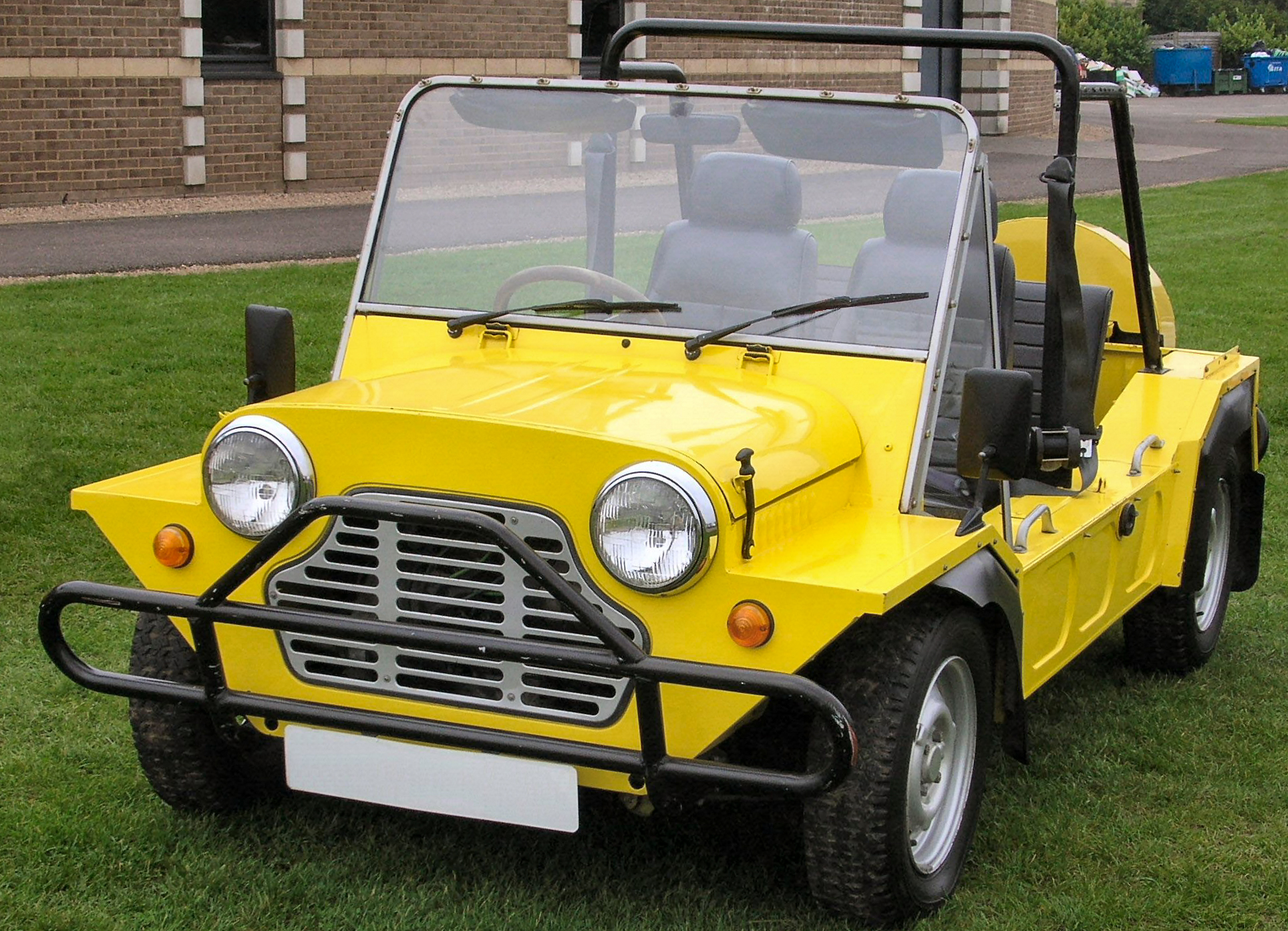
Mini Moke
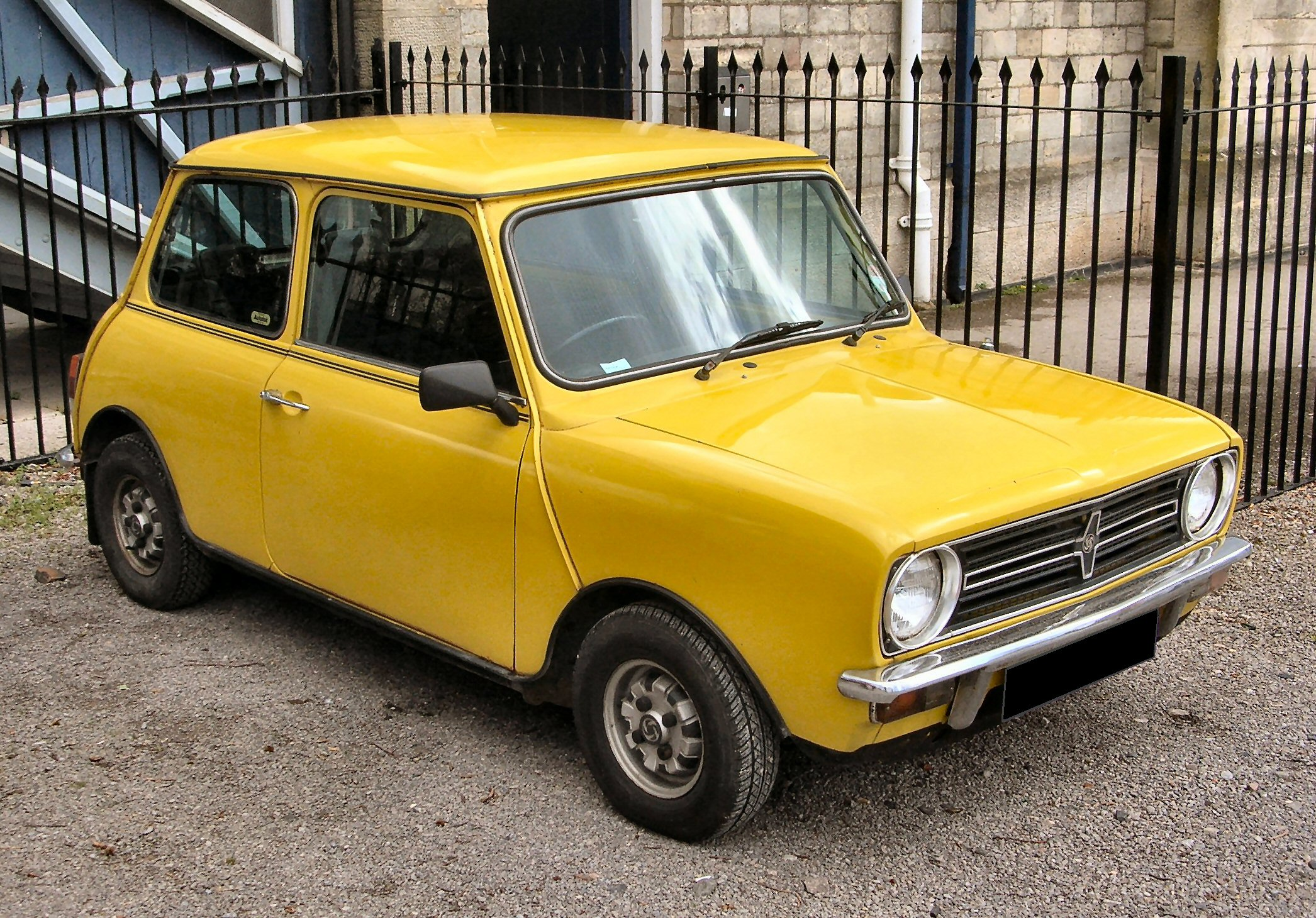
Mini Clubman
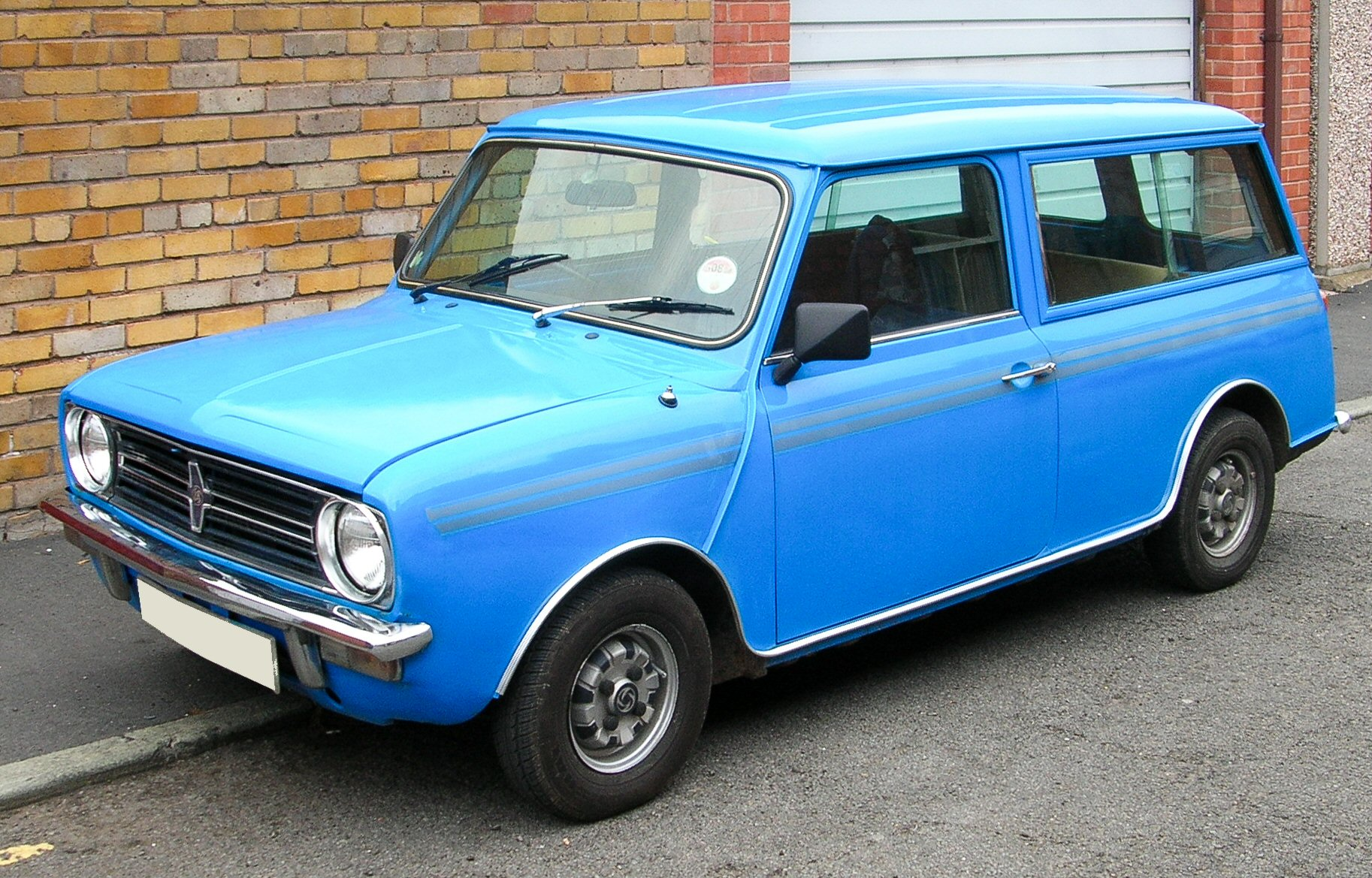
Mini Clubman Estate
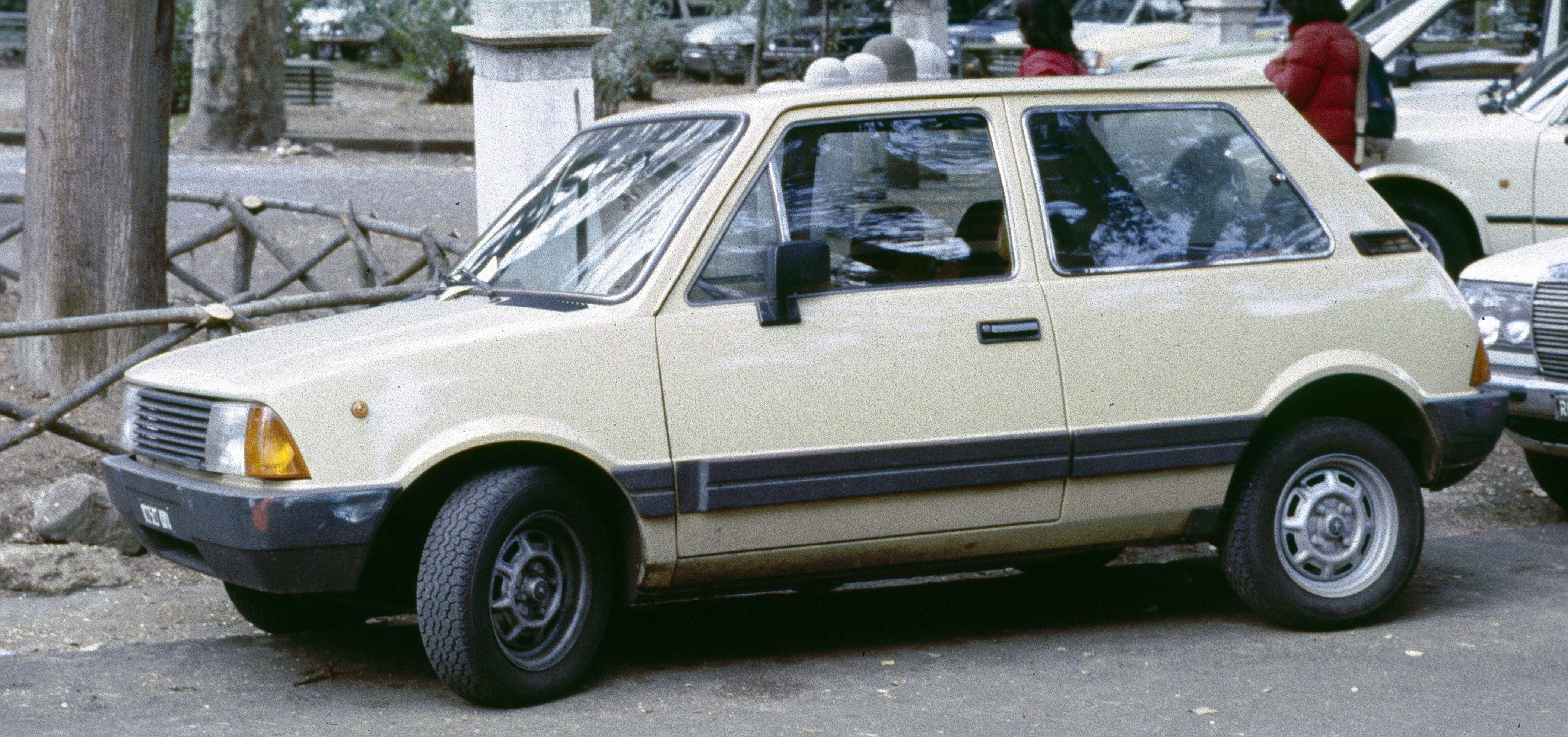
Innocenti Mini

## New Mini
År 2001 lanserade BMW en ny modell som ersatte den klassiska Mini. Den nya modellen refereras ibland till som "New MINI" för att skilja den nya modellen från den gamla.